# Sainte-Feyre
Sainte-Feyre este o comună în departamentul Creuse din centrul Franței. În 2009 avea o populație de 2.278 de locuitori.

## Evoluția populației
| An        | 1975  | 1982  | 1990  | 1999  | 2006  | 2009  |
| --------- | ----- | ----- | ----- | ----- | ----- | ----- |
| Populație | 1.547 | 1.889 | 2.250 | 2.250 | 2.254 | 2.278 |